# Camptoptera
Camptoptera är ett släkte av steklar som beskrevs av Förster 1856. Släktet ingår i familjen dvärgsteklar.

## Arter
- Camptoptera aequilonga Soyka, 1961
- Camptoptera africana Ogloblin & Annecke, 1961
- Camptoptera ambrae Viggiani, 1978
- Camptoptera andradae Soyka, 1961
- Camptoptera angustipennis , 1947
- Camptoptera annulata Soyka, 1961
- Camptoptera brevifuniculata Subba Rao, 1989
- Camptoptera brunnea Dozier, 1933
- Camptoptera camptopteroides (Girault, 1916)
- Camptoptera cardui (Förster, 1856)
- Camptoptera clavata Provancher, 1888
- Camptoptera cloacae Taguchi, 1972
- Camptoptera colorata Soyka, 1961
- Camptoptera concava Taguchi, 1972
- Camptoptera diademata (Mathot, 1966)
- Camptoptera dravida Subba Rao, 1989
- Camptoptera dryophantae Kieffer, 1902
- Camptoptera ellifranzae Strassen, 1950
- Camptoptera elongatula Kryger, 1950
- Camptoptera enocki (Howard, 1896)
- Camptoptera fenestrarum (Girault, 1918)
- Camptoptera foersteri Girault, 1917
- Camptoptera franciscae (Debauche, 1948)
- Camptoptera grandithoracala Guo & Wang
- Camptoptera grangeri (Soyka, 1961)
- Camptoptera gregi Girault, 1913
- Camptoptera gschnitzi Soyka, 1961
- Camptoptera hundsheimiensis Soyka, 1961
- Camptoptera immensa Girault, 1933
- Camptoptera intermedia Soyka, 1961
- Camptoptera interposita Soyka, 1961
- Camptoptera japonica (Taguchi, 1971)
- Camptoptera kannada Subba Rao, 1989
- Camptoptera kressbachi Soyka, 1961
- Camptoptera lapponica Hedqvist, 1954
- Camptoptera longifuniculata Viggiani, 1978
- Camptoptera loretoensis Ogloblin, 1947
- Camptoptera magna Soyka, 1946
- Camptoptera matcheta Subba Rao, 1989
- Camptoptera minorignatha Hu & Lin, 2011
- Camptoptera minorui Taguchi, 1971
- Camptoptera minutissima Dozier, 1932
- Camptoptera missionica Ogloblin, 1947
- Camptoptera muiri (Perkins, 1912)
- Camptoptera nigra Soyka, 1961
- Camptoptera nigrosimilis Soyka, 1961
- Camptoptera okadomei Taguchi, 1972
- Camptoptera papaveris Förster, 1856
- Camptoptera parva Soyka, 1961
- Camptoptera pechlaneri (Soyka, 1953)
- Camptoptera perpilosa Soyka, 1961
- Camptoptera philippina Taguchi, 1972
- Camptoptera pretoriensis Ogloblin & Annecke, 1961
- Camptoptera protuberculata Viggiani, 1978
- Camptoptera psocivora Mathot, 1972
- Camptoptera pulla Girault, 1909
- Camptoptera punctum (Shaw, 1798)
- Camptoptera reticulata Ogloblin, 1947
- Camptoptera saintpierrei Girault, 1915
- Camptoptera sakaii Taguchi, 1977
- Camptoptera scholli Ogloblin & Annecke, 1961
- Camptoptera semialbata Ogloblin & Annecke, 1961
- Camptoptera serenellae Viggiani, 1978
- Camptoptera setipaupera Soyka, 1961
- Camptoptera signatipennis Soyka, 1961
- Camptoptera stammeri (Soyka, 1953)
- Camptoptera strobilicola Hedqvist, 1956
- Camptoptera sycophila (Ghesquière, 1942)
- Camptoptera taenia Taguchi, 1972
- Camptoptera taiwana Taguchi, 1977
- Camptoptera tarsalis Kryger, 1950
- Camptoptera tenuis Soyka, 1961
- Camptoptera transilvanica (Botoc, 1960)
- Camptoptera tuberculata Viggiani, 1978
- Camptoptera vanharteni Viggiani & Jesu, 1995
- Camptoptera vinea Taguchi, 1972
- Camptoptera yamagishii Taguchi, 1971